# Viktorija Georgieva
Viktorija Georgieva, nota semplicemente come Victoria (in bulgaro Виктория Георгиева?; Varna, 21 settembre 1997), è una cantante bulgara.
Avrebbe dovuto rappresentare la Bulgaria all'Eurovision Song Contest 2020 con il brano Tears Getting Sober, ma in seguito all'annullamento dell'evento a causa della pandemia di COVID-19, è stata riconfermata come rappresentante nazionale per l'edizione del 2021, dove ha cantato Growing Up Is Getting Old.

## Biografia
Nata a Varna, ha iniziato a cantare all'età di 11 anni, seguendo lezioni di canto durante la sua infanzia. È salita alla ribalta nel 2015, quando ha partecipato alla quarta edizione di The X Factor Bulgaria dopo essersi presentata, senza successo, alle audizioni delle tre edizioni precedenti. Dopo aver firmato un contratto con la Monte Records, ha pubblicato il suo singolo di debutto nel 2016.
Il 25 novembre 2019 l'emittente televisiva bulgara BNT ha confermato di averla selezionata internamente come rappresentante nazionale all'Eurovision Song Contest 2020 a Rotterdam, nei Paesi Bassi. Il suo brano, Tears Getting Sober, è stato pubblicato il 7 marzo 2020. Nonostante l'annullamento dell'evento due mesi prima a causa della pandemia di COVID-19, Viktorija è stata riconfermata come rappresentante bulgara per l'edizione del 2021. Il suo nuovo brano eurovisivo, Growing Up Is Getting Old, è stato selezionato internamente fra le cinque tracce del suo EP A Little Dramatic e il singolo Ugly Cry e presentato a un concerto tenuto dalla cantante il 10 marzo 2021. Nel maggio successivo, dopo essersi qualificata dalla seconda semifinale, Viktorija si è esibita nella finale eurovisiva come Victoria, dove si è piazzata all'11º posto su 26 partecipanti con 170 punti totalizzati.

## Discografia

### EP
- 2021 – A Little Dramatic

### Singoli
- 2016 – Ništo slučajno (con Niky Bakalov e Venzy)
- 2016 – Nezavăršen roman
- 2017 – Čast ot men
- 2019 – I Wanna Know
- 2020 – Tears Getting Sober
- 2020 – Alright
- 2020 – Ugly Cry
- 2021 – Growing Up Is Getting Old
- 2021 – The Worst
- 2022 – How to Ruin a Life
- 2022 – Were You Ever?
- 2023 – Lover's Trial
- 2023 – Bloom
- 2023 – All I Want for Christmas Is You (con Aleksander Dębicz)
- 2024 – Paradox

## Riconoscimenti
- Godišni muzikalni nagradi na BG Radio
  - 2021 – BG poslanik[10]